# Columbus (Caroline du Nord)
Pour les articles homonymes, voir Columbus.
La ville de Columbus est le siège du comté de Polk, situé en Caroline du Nord, aux États-Unis.

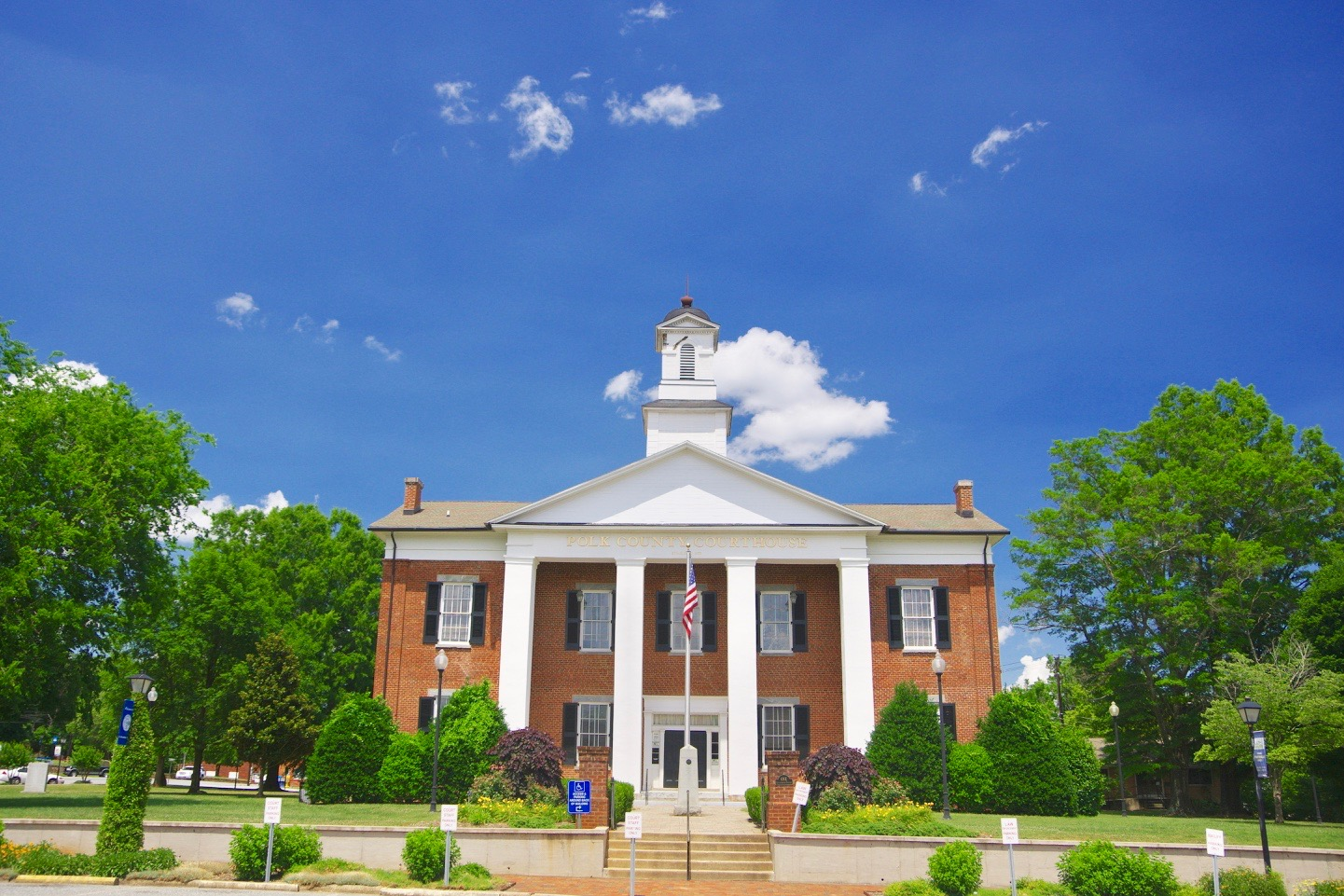
Palais de justice du comté de Polk

## Démographie
| 1880 | 1900 | 1910 | 1920 | 1930 | 1940 |
| ---- | ---- | ---- | ---- | ---- | ---- |
| 71   | 334  | 122  | 168  | 340  | 390  |

| 1950 | 1960 | 1970 | 1980 | 1990 | 2000 |
| ---- | ---- | ---- | ---- | ---- | ---- |
| 486  | 725  | 731  | 727  | 812  | 992  |

| 2010 | - | - | - | - | - |
| ---- | - | - | - | - | - |
| 999  | - | - | - | - | - |